# 僕は鳥じゃない
『僕は鳥じゃない』（ぼくはとりじゃない）は、1999年10月20日に発売された谷山浩子の通算25作目のアルバムである。
キャニオン・レコード時代からリリースを続けてきたポニーキャニオンから発売された最後のアルバムとなった。

## 概要
「キャンディーヌ」は、谷山が19歳のときに六本木自由劇場（1996年7月閉場、現：音楽実験室・新世界）で見た『魔術師』という芝居に出てきた巨大な少女人形をモデルにしたという。谷山は高校生の頃は小室等のファンだった。小室が音楽を担当する芝居『セブン・ソングス』が六本木自由劇場で上演されており、谷山がエレクトリックピアノの伴奏でエキストラ出演した。その縁で谷山はその後も自由劇場で芝居を見ており、その中の1つが『魔術師』だったらしい。「キャンディーヌ」の歌詞で言及される「高速道路」」とは、自由劇場から出たところにあった高速道路（首都高速3号渋谷線）のことだという。
「おひさま」は岩男潤子への提供曲だが、岩男バージョンのその後の世界観になっており、歌詞は一部を除いて全く異なる。「DOOR」は石井聖子への提供曲で、石井バージョンが本作より後にリリースされている。
「ドッペル玄関」は、石井AQが美少女ゲーム用に製作した曲を、ゲームの企画が流れたため (具体的にどのようなゲームであったかは不明) 、谷山が歌詞を付けてレコーディングしたものである。

## 収録曲
1. 笛吹き
作詞・作曲：谷山浩子、編曲：石井AQ・谷山浩子
2. 僕は帰る きっと帰る
作詞・作曲：谷山浩子、編曲：石井AQ・谷山浩子
3. 僕は鳥じゃない
作詞・作曲：谷山浩子、編曲：石井AQ・谷山浩子
4. おひさま
作詞・作曲：谷山浩子、編曲：石井AQ・谷山浩子
5. キャンディーヌ
作詞・作曲：谷山浩子、編曲：石井AQ・谷山浩子
6. あかり
作詞・作曲：谷山浩子、編曲：石井AQ・谷山浩子
7. 夢の歯車
作詞・作曲：谷山浩子、編曲：斎藤ネコ
8. ドッペル玄関
作詞：谷山浩子、作曲：石井AQ、編曲：谷山浩子・石井AQ
9. DOOR
作詞：谷山浩子、作曲：崎谷健次郎、編曲：丸尾めぐみ
10. 窓の外を誰かが歩いている
作詞・作曲：谷山浩子、編曲：石井AQ・谷山浩子